# PBS Holding
Die PBS Holding ist ein österreichisches Großhandelsunternehmen, das in den Bereichen Papier-, Büro- und Schreibwaren tätig ist.

## Geschichte
1788 gründete Johannes Haas eine Druckerei und später eine Papierhandlung am Welser Stadtplatz Nr. 34. Aus der Papierhandlung entwickelte sich die PBS Holding, während aus der Druckerei das Unternehmen Format Werk hervorging. Das Format Werk, gegründet 1976, ist Österreichs größter Hersteller von Papierwaren für Schule & Büro.
Der Großhandel wird über die Gesellschaften PBS Austria in Wels (Österreich), ALKA in Lehrte (Deutschland) und die Tochtergesellschaften der PBS Deutschland in Unterhaching, Leinfelden und in Jüterbog abgewickelt.
1977 trat erstmals ein Fachgeschäft unter der firmeneigenen Dachmarke SKRIBO auf. Im Jahr 2015 ist diese Fachhandelsgruppe auf über 150 Papierfachhändler in Österreich und Deutschland angewachsen. Die 2007 gegründeten Dachmarke Büroprofi nutzen mehr als 140 Fachhändler für Bürobedarf in Deutschland und Österreich.
2016 übernahm PBS Holding von der Biella-Neher Holding die Schreibwarenartikel-Marke Donau, die auf die 1954 in Wien gegründete Firma Donau-Plastik zurückgeht.

## Unternehmensbereiche

### Großhandel
Die PBS Holding AG beliefert Fachhändler in Zentraleuropa mit Papier-, Büro- und Schreibwaren. 
- Österreich:  PBS Austria GmbH in Wels
- Polen: PBS Connect Polska
- Tschechien: PBS Bohemia
- Deutschland: Die Gesellschaften der PBS Deutschland in Lehrte/Hannover, Unterhaching/München, Leinfelden/Stuttgart und in Jüterbog/Berlin
- Italien: Desktoo Italia Srl

### B2B
Klein- und Mittelbetriebe werden von den büroprofi Partnern auf Franchise-Basis mit Logistikleistungen und Bestellmedien betreut. Über 150 PBS Fachhändler für Büromaterial, Büromöbel und Büromaschinen arbeiten in Deutschland und Österreich unter der gemeinsamen Dachmarke büroprofi zusammen. In Deutschland wurde büroprofi Deutschland 2007 gegründet. Der Systemgeber für büroprofi in Deutschland ist die PBS Deutschland GmbH & Co.KG. In Österreich gibt es die büroprofi Gruppe seit 1982. Der Systemgeber in Österreich ist die Büroprofi Skribo GmbH. 
Großkunden bedient der Marktführer Österreichs, die Büro Handel GmbH, mit individuellen Lösungen auf Basis einer Bedarfsanalyse.
In den Nachbarländern Ungarn ist das Unternehmen mit der PBS-Hungaria, in Tschechien mit der Büroprofi s.r.o., in der Slowakei mit der Lamitec s.r.o. und in Slowenien mit der Biroprodaja d.o.o. vertreten.

### B2C
Unternehmenskonzept SKRIBO: Hier spielen selbständige Unternehmer und die SKRIBO Systemzentrale als Leistungspartner-Netzwerk zusammen. In Österreich und Deutschland ist die Marke SKRIBO mit mehr als 100 Partnerbetrieben vertreten, zusätzlich wird der Markt mit Eigenfilialen abgedeckt.